# Безіменська сільська рада (Козятинський район)
Безіменська сільська рада — колишній орган місцевого самоврядування у Козятинському районі Вінницької області. Адміністративний центр — село Безіменне.

## Загальні відомості
Безіменська сільська рада була утворена 15 липня 1920 року. Територією ради протікає річка Гнилоп'ять.

## Населені пункти
Сільській раді були підпорядковані населені пункти:
- с. Безіменне
- с. Молодіжне
- с. Молотківці
- с. Хліборобне
- с. Чернички

## Склад ради
Рада складалася з 16 депутатів та голови.

### Керівний склад попередніх скликань
| ПІБ                             | Основні відомості                                                 | Дата обрання | Дата звільнення |
| ------------------------------- | ----------------------------------------------------------------- | ------------ | --------------- |
| Яновська Галина Пантелеймонівна | Сільський голова, 1955 року народження, позапартійна              | 26.03.2006   | 31.10.2010      |
| Корнійчук Микола Іванович       | Сільський голова, 1963 року народження, освіта вища, безпартійний | 31.10.2010   |                 |

Примітка: таблиця складена за даними джерела